# Expédition 73 (ISS)
Insigne de la mission
Équipage de l'expédition 73
Chronologie
Expédition 72 Expédition 74
L'expédition 73 est le 73e roulement d'équipage de la Station spatiale internationale (ISS). Elle commence le 19 avril 2025 avec le départ du Soyouz MS-26.

## Équipage
| Position           | 19 avril 2025             | ?                         |
| ------------------ | ------------------------- | ------------------------- |
| Commandant         | Takuya Onishi 2e vol      | Takuya Onishi 2e vol      |
| Ingénieur de vol 1 | Anne McClain 2e vol       | Anne McClain 2e vol       |
| Ingénieur de vol 2 | Nichole Ayers 1er vol     | Nichole Ayers 1er vol     |
| Ingénieur de vol 3 | Kirill Peskov 1er vol     | Kirill Peskov 1er vol     |
| Ingénieur de vol 4 | Sergueï Rijikov 3e vol    | Sergueï Rijikov 3e vol    |
| Ingénieur de vol 5 | Alexeï Zoubritski 1er vol | Alexeï Zoubritski 1er vol |
| Ingénieur de vol 6 | Jonathan Kim 1er vol      | Jonathan Kim 1er vol      |

## Déroulement
L'expédition commence le 19 avril 2025 à 21 h 57 UTC quand le vaisseau Soyouz MS-26 se sépare de l'ISS pour retourner sur Terre. Sept astronautes sont alors présents à bord de la station spatiale dont le commandement est assuré par le Japonais Takuya Onishi.
Le 26 juin, ils sont rejoints par l'équipage de la mission SpaceX Axiom Space-4 qui demeurent vingt jours à bord de la station avant de repartir le 14 juillet.
Le 2 août à 6 h 27 UTC, le vaisseau Endeavour transportant les quatre astronautes de la mission SpaceX Crew-11 s'amarre à la station. Onze personnes se trouvent alors à bord de celle-ci.